# ادی جونز (بازیکن فوتبال، زاده ۱۹۵۲)
ادی جونز (انگلیسی: Eddie Jones؛ زادهٔ ۱۷ سپتامبر ۱۹۵۲) بازیکن فوتبال اهل بریتانیا است.
از باشگاه‌هایی که در آن بازی کرده‌است می‌توان به باشگاه فوتبال میلوال، باشگاه فوتبال تاتنهام هاتسپر، و باشگاه فوتبال دارتفورد اشاره کرد.